# Toplik (Bośnia i Hercegowina)
Toplik (cyr. Топлик) – wieś w Bośni i Hercegowinie, w Republice Serbskiej, w mieście Sarajewo Wschodnie, w gminie Istočno Novo Sarajevo. W 2013 roku liczyła 626 mieszkańców.